# Le Visible et l'Invisible
Le Visible et l'Invisible est le titre attribué au regroupement de notes de travail que le philosophe Maurice Merleau-Ponty avait rédigées en vue d'un ouvrage futur sur l'origine de la vérité, interrompu par son décès prématuré. Ces notes comportant environ 150 pages manuscrites, rassemblées en vue de leur publication par le philosophe Claude Lefort, correspondaient, selon celui-ci, à l'introduction d'un ouvrage qui aurait pu avoir des dimensions considérables. Les indications laissées ne permettant pas d'imaginer le plan et la structure de l'œuvre définitive qu'aurait pu lui donner l'auteur, Claude Lefort de son propre chef, à la lumière de quelques indications s'est résolu à structurer le texte en trois chapitres suivi d'un dernier fragment plus précisément affecté au concept de « chiasme » et à des notes de travail diverses. Claude Lefort fait précéder l'œuvre d'un avertissement explicatif et le parachève d'une postface interprétative.

## Mouvement général

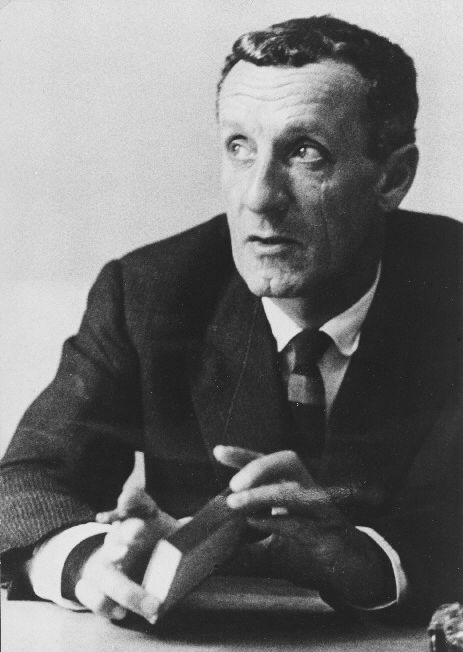
Maurice Merleau-Ponty

Si la Phénoménologie de la perception a une architecture traditionnelle (œuvre académique: sensation, jugement, attention), dans le Visible et l'invisible on a l'impression d'une pensée qui s'improvise, qui cherche à se frayer un chemin. Dans les notes de travail en fin de l'ouvrage (VIp253), Merleau-ponty écrit « Les problèmes posés dans la Phénoménologie de la perception sont insolubles parce que j'y pars de la distinction conscience, objet » remarqué par Marc Richir. C'est pourquoi Claude Lefort  peut résumer l'intention de l'ouvrage « À travers ces notes Merleau-Ponty reprend des analyses anciennes sur la chose, le corps, la relation du voyant et du visible pour dissiper leur ambiguïté ».
Dans la recherche de la vérité, qui est l'objectif ultime du philosophe, la perception joue traditionnellement un rôle fondamental. Mais lorsque nous essayons d'articuler cette thèse (« ce qu'est le perçu pour nous, ce que c'est que de voir, ce qu'est une chose ou le monde), nous entrons, d'après l'auteur, dans un labyrinthe de difficultés et de contradictions »(VIp17), c'est pourquoi pour faire face à son apparence indubitable, l'auteur substitue au terme de perception, celui de « foi perceptive ». Avec cet ouvrage il est question d'introduire c'est-à-dire de diriger le lecteur vers un domaine que ses habitudes de pensée ne lui rendent pas immédiatement accessible. Claude Lefort écrit : « l'intention devient manifeste (avec) la reprise des analyses anciennes sur la chose, le corps, la relation du voyant et du visible pour dissiper leur ambiguïté, que celles-ci n'acquièrent leur sens que rattachées à une nouvelle ontologie, hors de toute interprétation psychologique ».
C'est sur l'analyse des différentes facettes de cette « foi perceptive » que Claude Lefort va s'appuyer pour articuler un plan qui n'avait pu être prévu par son auteur. Une première partie intitulée Réflexion et interrogation est consacrée à la formulation de cette « foi » face à la prétention de vérité de l' « attitude naturelle » et de la science qui croient ensemble à l'objectivité du monde. Une deuxième partie intitulée Interrogation et dialectique, écarte toute possibilité de prouver l'existence du monde à partir de raisons qui par définition présupposent cette existence. La troisième partie, Interrogation et intuition tient acquise l'existence du monde pour étudier son sens d'être. L'ouvrage proprement dit se termine par un texte, sur  L'entrelacs et le chiasme , qui constitue un rajout disjoint du mouvement d'ensemble .

## La foi perceptive
La première phrase de l'ouvrage le visible et l'invisible de Merleau-Ponty s'énonce d'une façon condensée, comme un paradoxe « nous voyons les choses mêmes, le monde est cela que nous voyons ». Ce qui veut dire que la sensation nous ouvrirait au monde lui-même, autrement dit à un monde qui ne peut être simplement subjectif alors même (c'est là que réside le paradoxe) qu'il ne saurait nous être étranger, puisqu'il n'est autre que cela que nous percevons souligne Renaud Barbaras. Dans l'attitude du « doute cartésien » le monde en général est présupposé, ainsi que la possibilité de découvrir dans les choses le vrai en soi. Merleau-Ponty change la problématique, il ne s'interroge plus sur l'existence mais sur le sens d'être du monde, son « phénomène », en écartant les idées naïves d'une alternative indépassable entre l'existence d'un « être en soi » ou d'un être qui ne serait que pour la conscience (VIp21). L'auteur découvre entre moi et le monde, entre mon corps et les choses comme entre mon corps et les autres un « rapport singulier » (VIp23). Pascal Dupond résume la conception ultime de Merleau-Ponty « à la fin des années 1950, la perception n'est plus comprise comme relevant par essence d'un sujet, d'un cogito ou d'une intentionnalité, elle est un événement de l'être même de la chair du monde que Merleau-Ponty appelle fission  ou deshiscence ».
Les limites immédiates de la « foi perceptive » étant posées Merleau-Ponty examine ce qu'il en est de la science et plus généralement de la philosophie réflexive qui y ont leur fondement.

### La foi perceptive et ses limites
Sachant que, selon Merleau-Ponty, la « tentation de construire la perception à partir du perçu, notre contact avec le monde à partir de ce qu'il nous a appris sur lui-même est pratiquement irrésistible »(VIp207), il y aura une difficulté pour accomplir la réduction transcendantale que nous commande la « phénoménologie » qui en suspendant le « préjugé du monde» nous donne accès à l'événement pré-empirique de l'ouverture du monde. Merleau-Ponty étudie les obstacles de fait ou théoriques à la réalisation de cette réduction. Claude Lefort écrit dans sa postface « il s'agit de persuader le lecteur que les concepts fondamentaux, de la philosophie moderne, par exemple, les distinctions du sujet et de l'objet, de l'essence et du fait, de l'être et du néant, les notions de conscience, d'image de chose, dont il est fait constamment usage impliquent déjà une interprétation singulière du monde et ne peuvent pas prétendre à une dignité spéciale quand notre propos est justement de nous remettre en face de notre expérience, pour chercher en elle la naissance du sens ».
Ainsi, « la pratique de la Réduction phénoménologique ou transcendantale doit, pour Merleau-Ponty, garder conscience de ses limites; le« fait» et le « transcendantal» ne peuvent être séparés radicalement ». De même Merleau-Ponty (VIp24) met à jour l'indistinction entre le « sentant » et le « senti » « même si la sensation ne peut être thématisée qu'à partir de la dualité du subjectif et de l'objectif c'est l'indistinction entre le sentant et le senti qui la caractérise »  relève Renaud Barbaras. Le philosophe relève deux types de confusion dans l'approche classique :
La confusion dans notre rapport aux choses : « quelquefois je reste dans l'apparence quelquefois je vais aux choses mêmes ». « Tout se passe comme si mon pouvoir d'accéder au monde et celui de me retrancher dans les fantasmes n'allaient pas l'un sans l'autre »(VIp23) cité par Étienne Bimbenet.
La confusion dans mon rapport aux autres : La foi perceptive pose l'existence d'un monde objectif et commun, or cette certitude s'avère intellectuellement injustifiable, alors même que « cette certitude d'un monde commun est en nous l'assise de la vérité » (VIp27). Il y a par exemple écrit Merleau-Ponty (VIp90), « une difficulté inextricable de comprendre comment une conscience constituante peut en poser une autre qui soit son égale, et donc constituante aussi, puisque aussitôt la première passe au rang de constituée ».
Enfin, la perception ignore le sujet percevant : la pensée objective traditionnelle ignore le sujet concret de la perception. Elle l'ignore parce qu'elle lui substitue un penseur universel, théorique, le « spectateur détaché » note Pascal Dupond

### La foi perceptive et la réflexion
Partant de l'exigence de radicalité, l'auteur remarque « que si l'interrogation philosophique se veut radicale elle ne peut se contenter de généraliser le doute » (VIp144). Il lui faut chercher ce qu'est le monde, la vérité et l'être malgré l'enchevêtrement qui nous lie à eux. La réponse n'est pas auprès d'un « Être absolu » inatteignable mais vers « ce qui fait de toutes nos pensées une pensée de quelque chose, ce qui porte le sens universel qui soutient aussi bien les opérations logiques que le langage » (VIp145). L'auteur qui se pose la question conclut que l' « essence » qui dépend de l'expérience, ne saurait être la question ultime (VIp147).
La « philosophie réflexive » ne nous permet pas de comprendre et de justifier la « foi perceptive » qui se veut au-delà des preuves. La philosophie ne peut pas se contenter de décrire, elle doit se donner pour tâche d'expliquer comment il peut y avoir « une « ouverture au monde » qui n'exclut d'ailleurs pas une occultation possible ». En justifiant à la fois la perception comme vision de la chose même et en même temps comme vision nous appartenant en propre différente de celle des autres, la « foi perceptive » entre dans une contradiction insoluble (VIp49). Merleau-Ponty recherche une dimension où cette discordance, entre le sentir et le senti, le sujet et l'objet s'abolirait. La solution phénoménologique qui jusqu'à lui tentait de résoudre ces antinomies par « simple transposition du sujet incarné en sujet transcendantal , et de la réalité du monde en idéalité » est récusée (VIp52).
« Le secret du monde que nous cherchons, il faut de toute nécessité qu'il soit contenu dans mon contact avec lui » (VIp53). « Parce que la perception n'est pas entrée du monde en moi, n'est pas centripète, faut-il qu'elle soit centrifuge, comme une pensée que je forme, ou comme la signification que je donne ? » s'interroge l'auteur. Pour la philosophie réflexive il est essentiel pour la clarté de l'analyse de nous replacer en un centre de choses à partir duquel on peut entreprendre de reconquérir après « réduction », tout ce que nous sommes. « Notre lien natal avec le monde (la philosophie réflexive) ne pense pouvoir le comprendre qu'en le défaisant pour le refaire, qu'en le constituant » (VIp54). Cet effort est voué à l'échec dans la mesure où « la réflexion récupère tout sauf elle-même comme effort de récupération, elle éclaire tout sauf son propre rôle » (VIp55).L'analyse réflexive est naïve en ce qu'elle se dissimule son propre ressort et que pour constituer un monde il faut avoir la notion d'un monde préconstitué, révélant ainsi une pensée en cercle(VIp56).

### La foi perceptive et la science
Le paragraphe consacré à ce rapport est explicitement titré « la science suppose la foi perceptive et ne l'éclaire pas »(VIp31). Pour la science, « le vrai c'est l'objectif, ce que j'ai réussi à déterminer par la mesure ou plus généralement par les opérations qu'autorisent les variables ou les entités par moi définies à propos d'un ordre de fait » (VIp31). La science n'arrive pas à se détacher de la « foi perceptive », c'est-à-dire « de la foi en un monde composé de faits naturels rigoureusement lié et continu [...] pouvant s'incorporer toutes choses et jusqu'à la perception elle-même » (VIp46-47). Comme le souligne Claude Lefort « la science est impuissante à éclairer l'expérience du monde à laquelle elle puise, sans le dire, et finalement, quand elle rencontre dans ses opérations la trace d'une implication du sujet de connaissance dans le réel »
D'autre part, la science d'aujourd'hui peine à intégrer de nouveaux phénomènes liés aux relations entre l'observateur et l'observé ou qui n'ont de sens que pour une certaine situation de l'observateur (VIp32). C'est d'une manière artificielle qu'on essaie de les ramener à des principes connus. La science s'est construite en excluant les prédicats qui viennent aux choses de notre rencontre avec elles (VIp31).
Il s'agit de comprendre en quel sens la nature forme un monde , ce qu'est le monde et « quels peuvent être les rapports du monde visible et du monde invisible » (VIp47). Ce travail qui implique une nouvelle définition de ce qu'est un « corps »., ne peut pas être effectué par la science pour la raison que ce monde elle le présuppose plutôt qu'elle ne le thématise (VIp47).

### L'interrogation et la dialectique
Merleau-Ponty demande, si à l'instar des autres croyances, il pourrait être fondé de s'interroger sur les raisons de cette croyance au monde. La croyance aux choses comme au monde, libérée de toute sujétion, et de tout préjugé ne pourrait être que l'apanage d'un « sujet absolu » qui n'aurait aucune part au monde ou d'un Être-sujet qui nous « guiderait dans nos constructions » (VIp76).
Merleau-Ponty réfute le projet de vouloir expliquer rationnellement cette vison des choses, cette question ne voulant rien dire puisque le monde et nous sommes donnés en deçà de la distinction du possible et de l'impossible qui implique un dénuement que notre expérience récuse, note Claude Lefort. Il suffit pour rendre cette réflexion possible d'une « fréquentation naïve du monde » (VIp77). Ce n'est pas mon acte de perception qui est constitutif du sens de la chose « elle est ce qui repose en soi-même, [...] sans aucune virtualité ni puissance, absolument étrangère à toute intériorité »(VIp77).

#### La question du langage
Pour Merleau-Ponty, la philosophie ne saurait se ramener à une analyse linguistique qui supposerait que le langage a son évidence en lui-même, et que par exemple la signification du mot « monde » ou « chose » n'offre en principe aucune difficulté (VIp131). Dans le Visible et l'invisible, le langage qui ambitionne de courir tout droit à l'« Idée » rationnelle (au sens platonicien) de Vérité et par là passe outre nos différences est qualifié par l'auteur, de « coup de force ». « Parler c'est faire comme si; parler c'est postuler, par un coup de force ou un excès constitutif de la raison, que nous sommes tous des êtres rationnels capables de nous entendre autour d'un même monde » écrit Étienne Bimbenet. Cependant, « Philosopher, ce n'est pas révoquer en doute les choses au nom des mots [...], ni même révoquer le monde en soi ou les choses en soi au profit d'un ordre des phénomènes humains », (au nom de la science par exemple)(VIp132).

#### La question de la vérité
La philosophie n'espère pas dans une vérité car elle est ni une connaissance, ni une prise de conscience mais la poursuite d'une interrogation (VIp137). « Nous avons, non pas une conscience constituante des choses, comme le croit l'idéalisme, ou une pré-ordination des choses à la conscience, comme le croit le réalisme (ils affirment tous deux l'adéquation de la chose et de l'esprit), nous avons avec notre corps, nos sens, notre regard, notre pouvoir de comprendre la parole et de parler, des « mesurants » pour l'Être, des dimensions où nous pouvons le rapporter, mais non pas un rapport d'adéquation ou d'immanence »(VIp140)

#### Le rapport à autrui
La certitude d'accéder aux choses s'accompagne de la certitude d'accéder au même monde que perçoivent les autres. La certitude d'un monde qui nous soit commun est en nous l'assise d'une sorte de vérité ». Elle est « lien ombilical » qui nous relie à l'Être. Même si la perception du monde par les autres ne saurait entrer en compétition avec celle que j'ai moi-même « l'être m'enjoint d'admettre que ma relation avec lui passe par eux »(VIp85). Cette confrontation avec les autres remplace le « pêle-mêle » du monde auquel nous serions solitairement condamné par « un ensemble de consciences parallèles, chacune observant sa loi »(VIp91).
L'auteur consacre de longs développements à surmonter l'antinomie que révèle le rapprochement de ces perspectives indépendantes. « Du point de vue d'une philosophie négativiste, c'est-à-dire d'une philosophie qui nie tout poids ontologique propre à l'être que nous sommes, le synchronisme des consciences est donné par leur commune appartenance à un Être (la chair du monde) dont aucune n'a le chiffre et dont elles observent toutes la loi » (VIp91). « Chacun s'éprouve voué à un corps et par ce corps à une situation inscrits au monde de telle manière que chacun sent, ce qu'il vit, ce que les autres sentent et vivent les mêmes rêves et les mêmes illusions. Le monde perçu n'est pas seulement mon monde [...], il est le corrélatif , non seulement de ma conscience, mais encore de toute conscience [...], la maison que je vois est la maison vue de toutes parts » cité Par Étienne Bimbenet.

### Le chiasme ou entrelacs
De ce dernier chapitre, Marc Richir a écrit, « c'est dans ce chapitre, qui clôt l'ouvrage en son état fragmentaire, ainsi que dans quelques indications plus ou moins latérales des « notes de travail » annexées , que nous avons une chance de pouvoir mettre en évidence le sens neuf de la phénoménologie de Merleau-Ponty ». Merleau-Ponty y est toujours guidé par l'espoir d'un retour à l'expérience originaire avec le monde. Marc Richir, parle d'une recherche de « connivence avec les matins du monde, avec les enfances de notre vie profonde et muette », ce qui implique un regard purifié des préjugés et des évidences. Or nous accordons d'emblée une valeur indubitable au visible en soi, « la vision que nous en prenons nous semble venir de lui » (VI173) alors même que c'est de notre seul regard qu'il tire sa première preuve d'existence (VIp173). La frontière entre mon corps et le monde n'a pas de sens ontologique juge Merleau-Ponty. En raison de cette appartenance du corps au monde, l'auteur, tire cette conclusion essentielle, qu'il est possible d'étendre à l'ensemble de l'être, le mode d'être charnel du corps. « La chair comme « réversibilité » ou chiasme devient la clef de tout phénomène et par là de toute constitution » écrit Marc Richir. D'où la formule de Merleau-ponty « ce n'est donc pas moi qui sent mais la chose qui sent en moi ». La chair « qui n'est pas matière, n'est pas esprit, n'est pas substance » (VIp184), « est ce par quoi le champ phénoménologique découvre sa consistance et son autonomie, elle en est le tissu ou l'élément, la phénoménalité du phénomène ».

## L'ontologie de Merleau-Ponty
Avec le Visible et l’Invisible, « le chevauchement des deux ordres et les rapports de la nature et de l’esprit, de la chair et de la pensée ou de l’irréfléchi et de la réflexion, du sensible et du dicible viennent au centre des préoccupations ». Il s'agit pour Merleau-Ponty d'arriver à penser ensemble l’unité du sentir comme événement avec la dualité qu’il implique  écrit Annick Stevens. Confronté à l'impossibilité pour la perception de surmonter le dualisme philosophique entre le sujet et l'objet et à rendre compte des phénomènes les plus courants de l'expérience humaine, et notamment de la concurrence entre deux ou plusieurs consciences constituantes, Merleau-Ponty récuse le recours à une dialectique qui fait violence aux phénomènes. C'est en faisant appel à une nouvelle pensée de la « négativité » que Merleau-Ponty tente de surmonter l'antinomie qui résulte du rapprochement des visions perspectives indépendantes entre moi et autrui. « Du point de vue d'une philosophie négativiste, c'est-à-dire d'une philosophie qui nie tout poids ontologique propre à l'être que nous sommes, le synchronisme des consciences est donné par leur commune appartenance à un Être (la chair du monde) dont aucune n'a le chiffre et dont elles observent toutes la loi »*.
Avec le Visible et l'invisible, la « perception » n'est plus un acte de connaissance « elle n'est pas l'œuvre d'un esprit connaissant surplombant son expérience et transformant les processus physiologiques en significations rationnelles ; elle est le fait d'un corps essentiellement agissant, situé au milieu de ce qu'il perçoit, et polarisant tout ce qui lui arrive depuis ses « dimensions » propres et non objectivables (le haut, le bas, la droite et la gauche, le dessous, le dessus, etc. » écrit Étienne Bimbenet. Thèse à laquelle il faut ajouter cette note d'Annick Stevens reçue de Renaud Barbaras, « (pour Merleau-Ponty) ce n’est plus la vie du sujet qui conduit l’Être à la « visibilité », c’est au contraire la « visibilité intrinsèque de l’Être » qui porte en elle la possibilité de la subjectivité : le surgissement du voyant est synonyme d’accomplissement de la visibilité sous la forme d’une apparition déterminée ». Cette thèse prend appui sur l'expérience du peintre (en l'occurrence Cézanne), appelé à dévoiler le monde dans ses dimensions inédites, créateur par fidélité à ce qui est.
Pascal Dupond écrit « Merleau-Ponty fait intervenir la notion de « chiasme » à chaque fois qu'il tente de penser non pas l'identité, non pas la différence, mais l'identité dans la différence (ou l'unité par opposition) de termes qui sont habituellement tenus pour séparés, tels que le voyant et le visible, le signe et le sens, l'intérieur et l'extérieur, chacun n'étant lui-même qu'en étant l'autre ». Ce sont les phénomènes correspondants  « d’empiétement, d’entrelacement puis de réversibilité qui progressivement donneront à Merleau-Ponty l’idée d’un catégorie qui croise les domaines, les rend réversibles au sens où avoir l’un signifie trouver l’autre, par inversion », on voit sinon le concept du moins la matière apparaître dès la Phénoménologie de la perception avec l'attention portée aux phénomènes de « réversibilité » entre le sentant et le senti. Étienne Bimbenet, parle de « (l'étrangeté) d'une réflexion s'accomplissant dans son échec même, d'un soi empiétant par son corps sur le monde et sur autrui, d'un rentrer en soi qui est identiquement sortir de soi »(VIp93_94).
« La pensée merleau-pontienne est animée par une préoccupation ontologique qui s’accomplit dans les dernières années sous la figure d’une philosophie de la « chair » [...] d'où toute réalité prend naissance, au sein de laquelle émerge le corps propre lui-même ». Présente dès les premières pages de l’ouvrage, l’expression la « chair du monde » exprime cette dimension recherchée de l’analyse phénoménologique. Le concept de chair extraordinairement riche dans l'ouvrage est à découvrir en ligne dans l'article qui lui est consacré par Le vocabulaire de Merleau-Ponty de Pascal Dupond. « la chair va apparaître chez Merleau-Ponty, comme le « sol » invisible qui soutient et qui rend possible le rapport entre le sujet et le monde. Elle est le milieu originaire dans lequel nous vivons et où nous sommes en contact avec les choses. Elle est ce tissu préalable sur lequel se détache le monde phénoménologique qui est l’objet de nos projets. Cette chair ontologique me renvoie aussi à autrui : moi et autrui nous appartenons au même « tissu charnel ». La manifestation d’autrui prend sa place entre mon corps et la chair du monde ».
Le concept de chair se complexifie encore « dans la mesure où il vise, non pas la différence entre le corps sujet et le corps-objet, mais plutôt, l'étoffe commune du corps voyant et du monde visible, pensés comme inséparables [...]. La chair nomme donc proprement et fondamentalement l'unité de l'être comme « voyant-visible » écrit Pascal Dupond. L'auteur a recours au concept de « chair » pour accentuer l'union intime du corps et du monde. « Mon corps est fait de la même chair que le monde (c'est un perçu), et de plus cette chair de mon corps est participée par le monde, il la reflète, il empiète sur elle et elle empiète sur lui [...], ils sont dans un rapport de transgression et d'enjambement (VIp302) », texte cité par Étienne Bimbenet.« Pour Merleau-Ponty, la chair apparaît donc comme le « sol » invisible qui soutient et qui rend possible le rapport entre le sujet et le monde. Elle est le milieu originaire dans lequel nous vivons et où nous sommes en contact avec les choses ». Il s'agit de penser l'unité du percevant et du perçu. La chair n'est pas une catégorie métaphysique supplémentaire, elle n'est ni matière, ni Esprit, ni substance, elle est en deçà du partage entre la chose et l'idée, l'individualité et l'universalité, elle est chose générale, pure dimension « notion ontologique dernière ».

## Analyse et perspective
Merleau-Ponty tente dans cette œuvre de résoudre les problèmes relatifs au dualisme, comme l'insoluble compréhension de notre semblable, sur lequel butait son précédent ouvrage, la Phénoménologie de la perception. « L'analyse de la vie naturelle du corps humain, qui y est conduite, n'est pas reniée dans le Visible et l'invisible [...]; sans les expériences patiemment décrites dans Phénoménologie de la perception, les notions de « chair » ou d'« être brut » resteraient énigmatiques ». Il y aurait, selon Rudolf Bernet, de l'un à l'autre ouvrage, comme un passage d'une « vie de la nature » à une « vie de l'esprit ». Plutôt qu'à se borner à décrire le phénomène de la perception Merleau-Ponty privilégie dans cet ouvrage la question « du qui ou du qu'est-ce qui perçoit en nous ? ». Merleau-Ponty fait appel à une conception de la nature qui confère à celle-ci le sens d'un soubassement de l'existence spirituelle. « Il y a au-dessous de moi un autre sujet pour qui le monde existe avant que je sois là et qui marquait ma place » (VIp294).
Marc Richir de son côté, pointe le danger que constitue le recours à la démarche scientifique, à la science en tant que mode ultime d'explication du problème du monde « (explication) qui se fonde sur I'ontologie naïve et implicite d'un vrai en soi corrélatif d'une pure objectivité accessible à un survol absolu ».
Renaud Barbaras conteste la légitimité du passage opéré par Merleau-Ponty de la « chair propre » à la « chair du monde »
Rudolf Bernet voit dans cet ouvrage, « une seule et grande meditation sur le sens du concept heideggerien de la vérité ontologique »